# بوثويلو
بلدية بوثويلو (بالإسبانية: Pozuelo) هي بلدية تقع في مقاطعة البسيط التابعة لمنطقة كاستيا لا مانتشا وسط إسبانيا.

## الديموغرافيا
بلغ عدد سكان بلدية بوثويلو 598 نسمة عام 2011 (وفقاً للمعهد الوطني الإسباني للإحصاء).
| 684 | 714 | 672 | 671 | 639 | 618 | 598 |